# لانتانا بيضوية الأوراق
لانتانا بيضوية الأوراق (الاسم العلمي:Lantana ovatifolia) هي نوع نباتي يتبع جنس اللانتانا من فصيلة اللويزية.